# Toritto
Toritto község (comune) Olaszország Puglia régiójában, Bari megyében.

## Fekvése
Baritól délnyugatra fekszik, a Murgia-fennsíkon.

## Története
A város első írásos említése 1069-ből származik.

## Népessége
A népesség számának alakulása:

## Fő látnivalói
- az 1564-ben épült Torre dell’Orologio (óratorony)
- a Madonna della Stella-templom, amelyet 1092-ben építettek.